# Джони Тест
„Джони Тест“ (на английски: Johnny Test) е анимационен сериал на Cartoon Network. Излъчен е за пръв път на 12 януари 2005 г. Пет месеца по-късно започва излъчване по Cartoon Network. Сериалът разказва за приключенията на момче от предградията, което доброволно участва в ролята на тестов субект в експериментите на гениалните му сестри близначки и се бори с различни злодеи. През 2013 г., Teletoon са имали план шоуто да има седми сезон, но за нещастие е било свалено от ефир. След 2 години на 25 юни 2015 г. Джеймс Арнолд Тейлър (гласът на Джони Тест) съобщава чрез Туитър, че шоуто няма да има седми сезон.
В началото на 2020 г. от WildBrain потвърдиха, че поредицата е взета от Нетфликс за още два сезона и 66-минутен интерактивен специален комплект за пускане през 2021 г., като Скот Фелоус се завръщат като шоурънър и изпълнителен продуцент. През май 2020 г. в Ютуб канала на шоуто са излъчени "изгубените епизоди".

## „Джони Тест“ в България
В България сериалът е излъчен през 2008 г. по Super 7 и е озвучен на български. Дублажът е на студио Доли. Ролите се озвучават от артистите Лина Шишкова, Вилма Карталска, Цветан Ватев и Александър Воронов.
На 6 юни 2011 г. сериалът започва излъчване по Cartoon Network. Дублажът е отново на студио Доли. Екипът се състои от:
| Преводачи           | Веселина Александрова Антонина Иванова Кати Бобева Антония Халачева |
| Озвучаващи артисти  | Живко Джуранов (Джони Тест) Ненчо Балабанов (Дюки) Боряна Йорданова (Мери Тест) Татяна Етимова (Сюзън Тест) Цветослава Симеонова (Мама) Любомир Фърков Кирил Бояджиев (Татко) Тодор Георгиев Емил Емилов Петър Бонев (Шик Шок) |
| Тонрежисьори        | Цветелина Цветкова Евгени Манев Ясен Пенчев Петър Пейков |
| Режисьор на дублажа | Даниела Горанова |

На 1 септември 2020 г. сериалът започва излъчване по SuperToons, Екипът се състои от:
| Преводач            | Кати Бобева Веселина Пършорова |
| Озвучаващи артисти  | Живко Джуранов (Джони Тест) Златина Тасева (Сюзън Тест и Мама) Мина Костова (Мери Тест) Росен Русев (Шик Шок и Татко) Явор Караиванов (Дюки) |
| Тонрежисьор         | Стефан Стефанов |
| Режисьор на дублажа | Анна Тодорова |

## Списък с епизоди
- Вижте: Списък с епизоди на Джони Тест

| сезон | сезон | Брой на епизоди | Премиерна дата на излъчване (USA) | Финална дата на излъчване (USA) | (България) | Премиерна дата на излъчване (България) | Финална дата на излъчване (BG) |  |
| ----- | ----- | --------------- | --------------------------------- | ------------------------------- | ---------- | -------------------------------------- | ------------------------------ |  |
|       | 1     | 13              | 17 септември 2005 г.              | 29 юли 2006 г.                  | 2011 г.    | 6 юни 2011 г.                          | 22 юни 2011 г.                 |  |
|       | 2     | 13              | 28 октомври 2006 г.               | 12 май 2007 г.                  | 2011 г.    | 23 юни 2011 г.                         | 4 юли 2011 г.                  |  |
|       | 3     | 13              | 22 септември 2007 г.              | 1 март 2008 г.                  | 2011 г.    | 5 декември 2011 г.                     | 21 декември 2011 г.            |  |
|       | 4     | 26              | 9 ноември 2009 г.                 | 12 септември 2011 г.            | 2012 г.    | 16 април 2012 г.                       |                                |  |
|       | 5     | 26              | 13 юни 2011 г.                    | 25 август 2012 г.               | 2012 г.    |                                        |                                |  |
|       | 6     | 26              | 23 април 2013 г.                  | 25 декември 2014 г.             | 2014 г.    |                                        |                                |  |